# Isabel Vass
Isabel Rosa Vass Luko (Lanús, 18 agosto 1943) è un'ex cestista argentina.

## Carriera
Con l'Argentina ha disputato i Campionati mondiali del 1964.